# Едеа
Едеа̀ (на френски: Edéa) е град в югозападен Камерун, административен център на департамента Санага Маритим в регион Литорал. Населението му е около 66 581 души (2005 г.).
Разположен е на 35 m надморска височина на брега на река Санага, на 55 km югоизточно от Дуала и на 154 km западно от столицата Яунде. Основният път между тези два града пресича Санага при Едеа. В основата на икономиката на града е производството на алуминий от добиваните в района боксити.